# علوم ترسناک
علوم ترسناک (به انگلیسی: Horrible Science)یک کتاب از نیک آرنولد است که علوم را برای نوجوانان به صورت طنز بازگو می‌کند.

## عنوان‌های منتشر شده به فارسی
- فسیل‌های اسرارآمیز/به استثناء نوشته فیل گیتز
- صداهای ترسناک
- هرج‌ومرج شیمیایی
- طبیعت ترسناک
- جانداران سمی هولناک
- هیولاهای میکروسکوپی
- زشت‌های زیبا